# Alsol
Alsol eller aluminiumacetotartrat är den aktiva substansen i vissa utvärtes läkemedel som används för uttorkning av vätskande sår eller eksem. Den lindrar även klåda vid till exempel insektsbett. Den används inte för rengöring av sår.
Aluminiumsalter är adstringerande, och exempel på användning av den egenskapen finns i alun som tidigare använts för att stilla små blodflöden, till exempel sår vid rakning, och antiperspiranter som brukar innehålla aluminiumsalter och numera ofta även zirkoniumsalter.
Aluminiumacetotartrat säljs i Sverige i form av alsolsprit och alsolgel. Den sprithaltiga lösningen kan användas mot eksem i hörselgången och nageltrång, medan gelen används för insektsbett. Ämnet ingår även i Burows lösning, med liknande användningsområden.

## Kemi
Tartratjonen kan genom komplexbildning hålla vissa katjoner, här Al3+, men även Sn2+ och Sb3+ i lösning. De skulle annars hydrolysera och bilda svårlösliga basiska salter.